# Phare de Punta Guzmán
Le phare de Punta Guzmán (en espagnol : Faro Guzmán) est un phare actif situé à 17 km du Cabo Blanco, à l'extrême sud du golfe San Jorge (département de Deseado), dans la Province de Santa Cruz en Argentine.
Il est géré par le Servicio de Hidrografía Naval (SHN) de la marine .

## Histoire
Le phare a été mis en service le 1er février 1928. Il se situe à environ 100 km au nord de la ville de Puerto Deseado. Il porte un marquage de jour de plusieurs bandes orange.

## Description
Ce phare  est une tour métallique pyramidale à claire-voie, avec une plateforme et une petite lanterne de 17 m de haut. La tour est peinte en noir et la lanterne est noire. Il  émet, à une hauteur focale de 33 m, deux éclats blancs par période de 12 secondes. Sa portée est de 10.8 milles nautiques (environ 20 km) .
Identifiant : ARLHS : ARG-039 - Amirauté : G1136 - NGA : 110-19916.

### Lien connexe
- Liste des phares d'Argentine